# Margarete Friedenthal

Margarete Friedenthal, 1919

Margarete Friedenthal (* 9. Juni 1871 in Breslau; † 9. Januar 1957 in West-Berlin) war eine deutsche Politikerin (DDP) und Akteurin der bürgerlichen Frauenbewegung in Berlin.

## Leben
Margarete Friedenthal wuchs in einem großbürgerlichen Haushalt auf. Spätestens um 1900 begann sie, sich in der Berliner Frauenbewegung zu engagieren, der sie fortan einen Großteil ihrer Zeit und Arbeitskraft widmete: Neben ihrer Mitarbeit im 1899 gegründeten Berliner Zweigverein der Internationalen Abolitionistischen Föderation (später Bund für Frauen- und Jugendschutz) sowie im Bund Deutscher Frauenvereine gründete sie 1907 den vereinsübergreifenden Ständigen Ausschuss zur Förderung der Arbeiterinnen-Interessen, dem sie auch vorstand.
Nach Einführung des aktiven und passiven Wahlrechts für Frauen war sie von 1919 bis 1928 liberale Stadtverordnete für Berlin und engagierte sich in dieser Funktion insbesondere für den Jugendschutz und die Belange von Mädchen.
Mit der Gründerin und Vorsitzenden des Berliner Zweigvereins, Anna Pappritz (1861–1939), verband sie eine fast vierzigjährige Lebens- und Arbeitsgemeinschaft, die bis zu Pappritz’ Tod währte.
Nach dem Krieg wurde Margarete Friedenthal Gründungsmitglied im Berliner Frauenbund 1945 e. V.
Sie war die Tante des Schriftstellers Richard Friedenthal (1896–1979).